# Platon Aleksandrovič Zubov
Il principe Platon Aleksandrovič Zubov (in russo Платон Александрович Зубов?; San Pietroburgo, 15 novembre 1767 – Varsavia, 7 aprile 1827) è stato un politico russo.

## Biografia
Nacque a San Pietroburgo nel 1767. Apparteneva alla nobile famiglia principesca degli Zubov e i suoi fratelli erano Nikolaj Aleksandrovič Zubov, Valer'jan Aleksandrovič Zubov, Dmitrij Aleksandrovič Zubov e Ol'ga Aleksandrovna Žerebcova. A diciassette anni divenne Reichsgraf ("conte dell'Impero Austriaco") e i suoi padrini di battesimo furono il generale Aleksandr Vasil'evič Suvorov e Denis Ivanovič Fonvizin. Giovanissimo entrò a far parte con il fratello Nikolaj della cerchia del conte Aleksandr Matveevič Dmitriev-Mamonov.
Fu presentato a corte da Nikolaj Ivanovič Saltykov e appartenne a quel gruppo di cortigiani che fecero cadere in disgrazia il conte Potëmkin; tra questi c'erano Aleksandr Andreevič Bezborodko, Nikita Petrovič Panin e Ivan Andreevič Osterman. Entrato nelle grazie di Paolo I, fu governatore della Nuova Russia e nonostante ciò fece parte di quel gruppo di aristocratici che progettarono l'assassinio dello zar, pur non prendendovi parte personalmente, come invece avrebbero voluto Fëdor Vasil'evič Rostopčin e Semën Voroncov.
Successivamente si avvicinò all'entourage dello zar Alessandro I e fu suo collaboratore nella svolta più reazionaria del suo regno decretando le espulsioni degli illuministi come Aleksandr Nikolaevič Radiščev. Dal 1818 al 1827 fu Sovraintendente del Regno di Varsavia e amico personale del granduca Costantino.